# Justinus van Burmania Rengers
Justinus Sjuck Gerrold Juckema van Burmania Rengers, né le 13 août 1773 à IJsbrechtum et mort le 28 novembre 1832 à La Haye, est un homme politique néerlandais, ancien député français.

## Biographie
Après la réunion du royaume de Hollande à la France en 1810, Burmania Rengers est nommé par Napoléon Ier député de la Frise au Corps législatif le 19 février 1811. Il siège au Conseil d'État de 1822 à sa mort.
Il est le frère de Egbert van Burmania Rengers, membre de la régence d'État entre 1801 et 1805.